# ألكسندر فاسيليف (لاعب كرة قدم)
ألكسندر فاسيليف (بالبلغارية: Александър Василев)‏ هو لاعب كرة قدم بلغاري في مركز الهجوم، ولد في 19 مايو 1936 في صوفيا في بلغاريا، وتوفي بنفس المكان في 23 يوليو 1967. شارك مع منتخب بلغاريا لكرة القدم. أما مع النوادي، فقد لعب مع سبتمفري صوفيا وسلافيا صوفيا.